# Gora Kolosovskogo
Gora Kolosovskogo (englische Transkription von russisch Гора Колосовского Gora Kolossowskowo) ist ein Nunatak im ostantarktischen Königin-Maud-Land. Im Alexander-von-Humboldt-Gebirge des Wohlthatmassivs ragt er unmittelbar nordöstlich des Kvervenuten auf.
Russische Wissenschaftler benannten ihn. Der weitere Benennungshintergrund ist nicht überliefert.